# Малый Бардзяул
Малый Бардзяул — река в России, протекает по Башкортостану. Устье реки находится в 30 км по правому берегу реки Лобовка. Длина реки составляет 16 км.

## Данные водного реестра
По данным государственного водного реестра России относится к Камскому бассейновому округу, водохозяйственный участок реки — Уфа от Павловского гидроузла до водомерного поста посёлка городского типа Шакша, речной подбассейн реки — Белая. Речной бассейн реки — Кама.
Код объекта в государственном водном реестре — 10010201212111100024008.